# Голоскевич, Григорий Константинович
Григорий Константинович Голоскевич (4 ноября 1884, с. Супрунковцы, Подольская губерния — 1935, Тобольск) — украинский языковед, общественный деятель, член Украинской Центральной рады.

## Биография
Родился в селе Супрунковцы, ныне Каменец-Подольского района Хмельницкой области Украины. Был сыном священника Константина Степановича Голоскевича, который окончил Волынскую духовную семинарию и в 1883—1888 годах был священником в селе Супрунковцы. В 1888 году его переместили в село Рункошев, а оттуда в 1898 в деревню Бодачивка Ушицкого уезда; до 1905 года был благочинным 2 Ушицкого округа.
Григорий окончил в 1899 году Приворотское духовное училище, в 1905 году Подольскую духовную семинарию в Каменце-Подольском (входил в круг полулегального украинского кружка Владимира Чеховского). После этого один год работал учителем в селе Чернокозинцы в двухклассной церковно-учительской школе.
В 1906—1911 годах обучался на историко-филологическом факультете Императорского Санкт-Петербургского университета. Был учеником академика Алексея Шахматова, принадлежал к руководимой им лингвистической секции кружка украиноведения при университете. Исследовал говор Подолья.
Работал учителем в Риге (1911—1913 годы), Санкт-Петербурге (1913—1917 годы), Киеве (до 1918 года). С 1918 года работал в Всеукраинской академии наук.
Составитель «Правописного словаря» (первый лучший и наиболее полный орфографический словарь украинского языка; 40000 слов, 7 изданий: 1914—1930 годы; переиздано в 1952 году в Нью-Йорке). Автор работ по диалектологии Подолья.
Один из составителей «Русско-украинского словаря Украинской академии наук», в трех томах.
Арестован 17 августа 1929 года. Приговором особого состава Верховного суда СССР от 19 апреля 1930 года за участие в деятельности контрреволюционной организации «Союз освобождения Украины» приговорен к пяти годам лишения свободы. Заключение отбывал в Ярославской тюрьме, затем выслан в Тобольск, где погиб при невыясненных обстоятельствах.
Реабилитирован 11 августа 1989 года.